# Violettgrå parkmätare
Violettgrå parkmätare (Eulithis testata) är en fjärilsart som beskrevs av Carl von Linné 1761. Violettgrå parkmätare ingår i släktet Eulithis och familjen mätare. Arten är reproducerande i Sverige. Inga underarter finns listade i Catalogue of Life.

## Bildgalleri

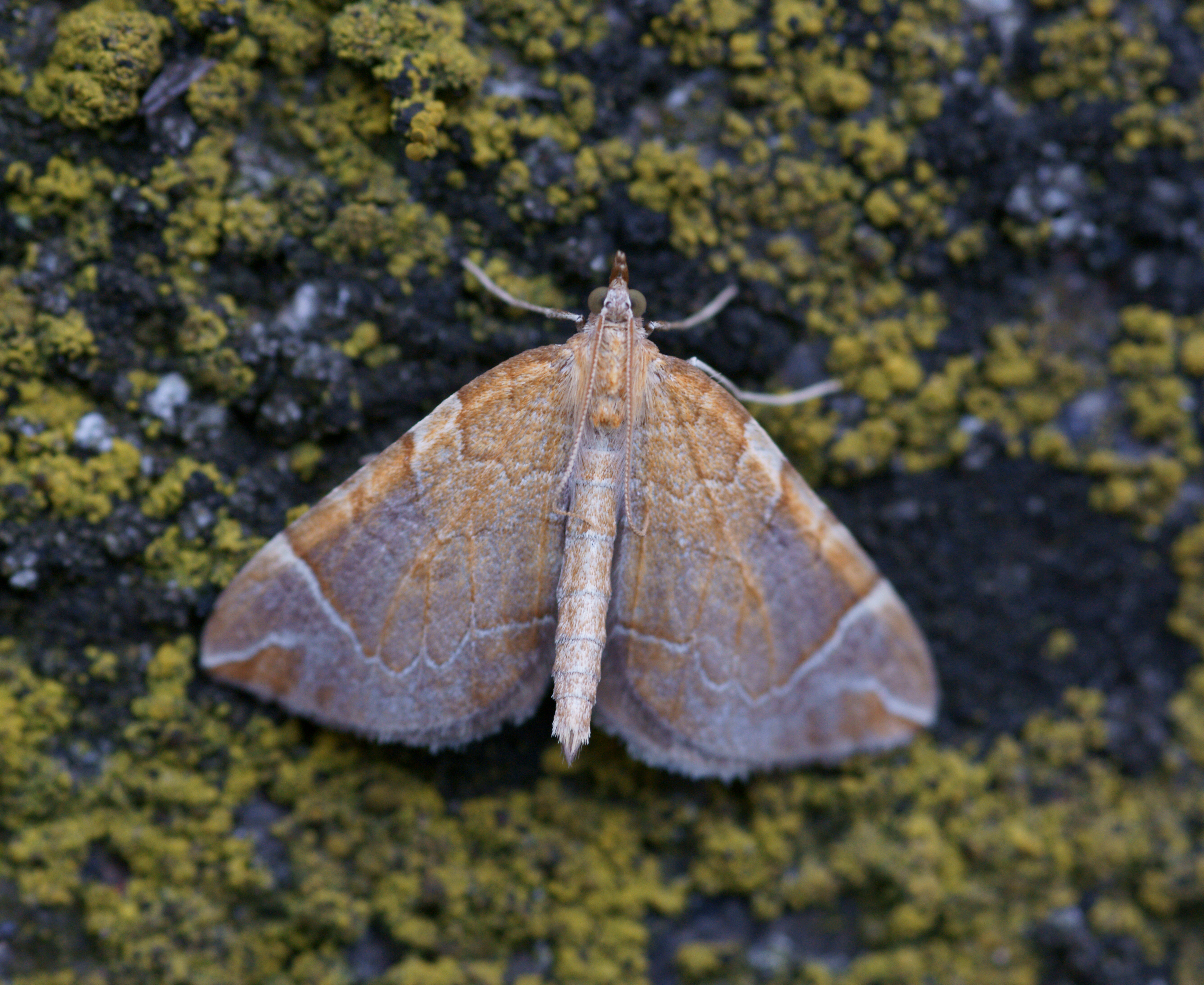